# Michelle Ferris
Michelle Ferris (Warrnambool, 24 september 1976) is een Australisch voormalig wielrenster. Ze werd als een van de grootste beloftes op de piste beschouwd, in de sprint en op de 500 m. Haar voornaamste rivale was Félicia Ballanger, die ze bijna nooit kon verslaan wat haar vooral zilveren medailles opleverde op de Olympische Spelen en op WK's. Tijdens de Worldcup in 1997 versloeg ze haar echter, en is hiermee de enige wielrenster die haar klopt op een groot toernooi.

## Palmares
- WK Sprint: Zilver in Perth 1997, Bordeaux 1998 en Berlijn 1999.
- WK 500m TT: Zilver in Perth 1997 en brons in Bogota 1995 en Manchester 1996
- OS 500m TT: Zilver in Atlanta 1996 en Sydney 2000